# Varta
El riu Varta (en polonès: Warta) és un riu que corre per la zona centre-oest de Polònia, és un afluent de l'Òder. A causa de la seva llargària, d'uns 808 km, és el tercer riu més llarg del país. La superfície de la seva conca és de 54.529 km², i està connectat amb el riu Vístula pel riu Noteć i el canal Bydgoszcz.
El Varta flueix des de l'Alta Silèsia (voivodat de Silèsia), proper a Zawiercie, travessa els voivodats de Łódź, Gran Polònia i Lubusz, on vessa les seves aigües al riu Òder, prop de Kostrzyn.